# 7 nanòmetres
| Tecnologia | Any   |
| ---------- | ----- |
| 10 um      | 1971  |
| 6 um       | 1974  |
| 3 um       | 1977  |
| 1,5 um     | 1982  |
| 1 um       | 1985  |
| 800 nm     | 1989  |
| 600 nm     | 1994  |
| 350 nm     | 1995  |
| 250 nm     | 1997  |
| 180 nm     | 1999  |
| 130 nm     | 2001  |
| 90 nm      | 2004  |
| 65 nm      | 2006  |
| 45 nm      | 2008  |
| 32 nm      | 2010  |
| 22 nm      | 2012  |
| 14 nm      | 2014  |
| 10 nm      | 2017  |
| 7 nm       | 2018  |
| 5 nm       | 2019  |
| 3 nm       | ~2021 |
| 2 nm       | ~2025 |
| 1 nm       | ~2027 |

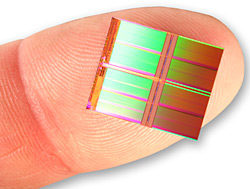
Fig.1 Exemple de tecnologia de 7 nm : No disponible encara

7 nanòmetres (7 nm) és una tecnologia de fabricació de semiconductors en què els components tenen una dimensió de 7 nm. És una millora de la tecnologia de 10 nm. La llei de Moore diu que la superfície és redueix a la meitat cada 2 anys, per tant el costat del quadrat de la nova tecnologia serà de {\displaystyle 7\simeq {\frac {10}{\sqrt {2}}}}. Sabent que els àtoms de silici tenen una distància entre ells de 0,543 nm, llavors el transistor té de l'ordre de 13 àtoms de llargada.

## Història
- 2002, l'empresa IBM produeix un transistor de 6 nm.[1]
- 2003, l'empresa NEC produeix un transistor de 5 nm.[2]
- 2012, IBM produeix un transistor de nanotubs de carboni (CNT) per sota de 10 nm.[3]
- 2015, IBM anuncia que ha fabricat el primer transistor de 7 nm usant procés de silici-germani.[4]

## Tecnologia emprada
- Tecnologia de materials amb Dielèctric high-k
- Tecnologia de materials amb Dielèctric low-k
- Tecnologia de SOI (silici sobre aïllant)
- Tecnologia de litografia millorada amb llum ultraviolada i multiple patterning, Fotolitografia ultraviolada extrema (electrònica).
- Tecnologia de transistor FinFET

## Processadors
Informació preliminar:
| Fabricant                  | Intel  | Intel   | Common Platform | Common Platform | TSMC      | TSMC    |
| -------------------------- | ------ | ------- | --------------- | --------------- | --------- | ------- |
| Nom del procés             | P1276  | P1276   |                 |                 |           |         |
| Primera producció          |        |         |                 |                 |           |         |
| Tipus                      | FinFET | FinFET  | FinFET          | FinFET          | FinFET    | FinFET  |
|                            | Valor  | 10 nm Δ | Valor           | 10 nm Δ         | Valor     | 10 nm Δ |
| Pas de Fin                 | ? nm   | ?x      | ? nm            | ?x              | ? nm      | ?x      |
| Amplada de Fin             | ? nm   | ?x      | ? nm            | ?x              | ? nm      | ?x      |
| Alçada de Fin              | ? nm   | ?x      | ? nm            | ?x              | ? nm      | ?x      |
| Pas de contacte de porta   | ? nm   | ?x      | 48 nm           | 0.75x           | 54 nm     | 0.84x   |
| Pas de connexió            | ? nm   | ?x      | 36 nm           | 0.75x           | 38 nm     | 0.90x   |
| Cel·lula 1 bit de RAM (HD) | ? µm²  | ?x      | ? µm²           | ?x              | ? µm²     | ?x      |
| Cel·lula 1 bit de RAM (LP) | ? µm²  | ?x      | ? µm²           | ?x              | 0.027 µm² | ?x      |

Common Platform : IBM, Samsung, GlobalFoundries